# Stenospermation parvum
Stenospermation parvum — вид квіткових рослин із родини кліщинцевих (Araceae), роду Stenospermation. Це витка рослина, рідним ареалом якої є пд. Колумбія, Еквадор, Перу.